# Quartier Militaire
Quartier Militaire is een stad in Mauritius, gelegen in het district Moka en telt ongeveer 6020 inwoners. In de omgeving zijn veel suikerrietplantages. Een groot deel van de bevolking is moslim, waardoor de plaats ook Klein Istanbul wordt genoemd.
Bambous · Beau Bassin-Rose Hill · Centre de Flacq · Mapou · Port Louis · Port Mathurin · Quartier Militaire · Raphael · Rose-Belle · Souillac · Triolet · Vingt Cinq